# Max Bokelberg
Max Bokelberg (15 de Abril de 1919 - 4 de Maio de 1994) foi um comandante de U-Boot que serviu na Kriegsmarine durante a Segunda Guerra Mundial.